# Art romà d'Orient

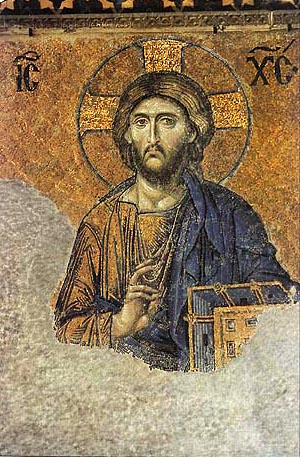
El més conegut dels mosaics romans supervivents de l'església de Santa Sofia (Istanbul) de Constantinoble -la imatge de Crist Pantocràtor a les parets de la galeria sud superior. Crist està flanquejat per la Mare de Déu i Joan Baptista. Els mosaics es realitzaren al.

L'art romà d'Orient o art bizantí comprèn el conjunt de creacions artístiques de l'Imperi Romà d'Orient, així com les nacions i estats que van heretar culturalment de l'imperi. Tot i que l'imperi en si va sorgir del declivi de la Roma occidental i va durar fins a la caiguda de Constantinoble el 1453, la data d'inici del període romà d'Orient és força més clara en la història de l'art que en la història política, tot i que encara és imprecisa. Molts estats ortodoxos orientals de l'Europa de l'Est, així com fins a cert punt els estats islàmics de la Mediterrània oriental, van preservar molts aspectes de la cultura i l'art de l'imperi durant segles posteriors.
Diversos estats contemporanis de l'Imperi Romà d'Orient en van ser influenciats culturalment sense formar-ne part, en el que s'anomena la «mancomunitat bizantina». Aquests  estats incloïen la Rus de Kíev, així com alguns estats no ortodoxos com la República de Venècia, que es va separar de l'Imperi Romà d'Orient al segle x, i el Regne de Sicília, que tenia estrets vincles amb l'Imperi Romà d'Orient i també havia estat un territori romà fins al segle x amb una gran població de parla grega que va persistir fins al segle XII. Altres estats amb una tradició artística romana d'Orient van dubtar al llarg de l'Edat Mitjana entre formar part de l'Imperi Romà d'Orient i tenir períodes d'independència, com ara Sèrbia i Bulgària. Després de la caiguda de la capital romana d'Orient de Constantinoble el 1453, l'art produït pels cristians ortodoxos orientals que vivien a l'Imperi Otomà sovint s'anomenava «postbizantí». Certes tradicions artístiques que es van originar a l'Imperi Romà d'Orient, particularment pel que fa a la pintura d'icones i l'arquitectura d'esglésies, es mantenen a Grècia, Xipre, Sèrbia, Bulgària, Romania, Rússia i altres països ortodoxos orientals fins als nostres dies.

## Introducció

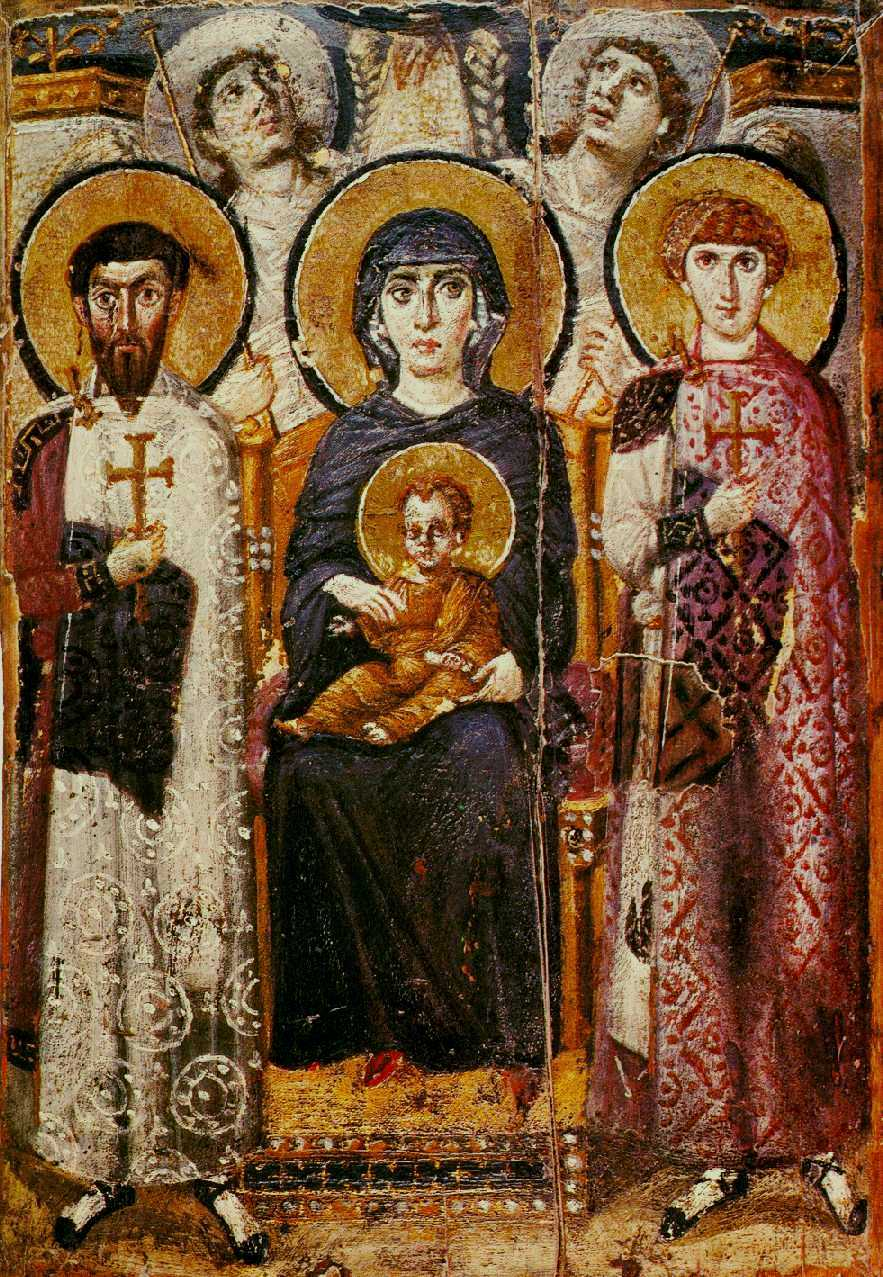
Icona de la Mare de Déu i el Nen entronitzats amb sants i àngels, al segle VI, al Monestir de Santa Caterina, Sinaí.

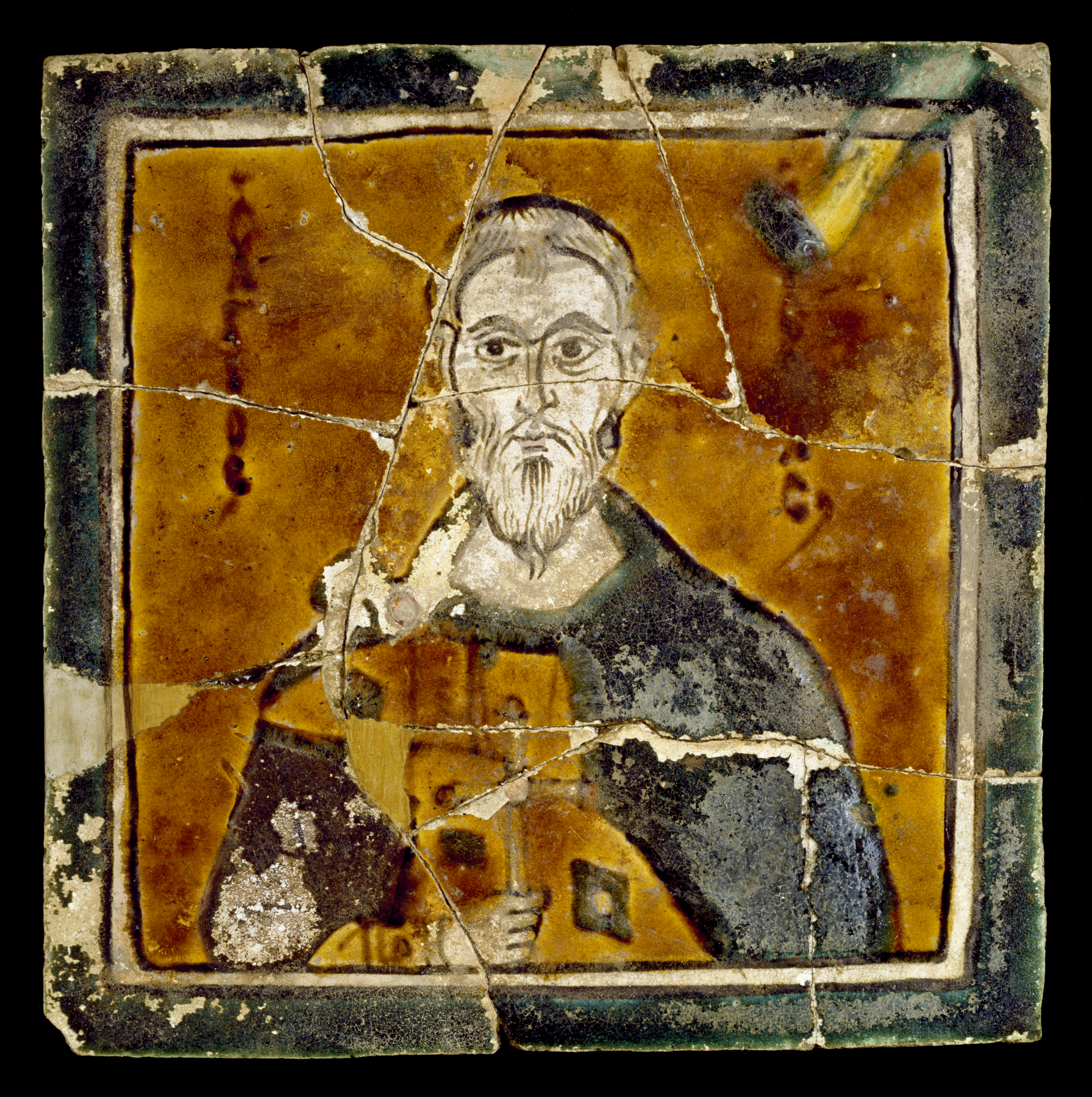
Sant Aretas àrab representat en estil romà d'Orient tradicional (segle X)

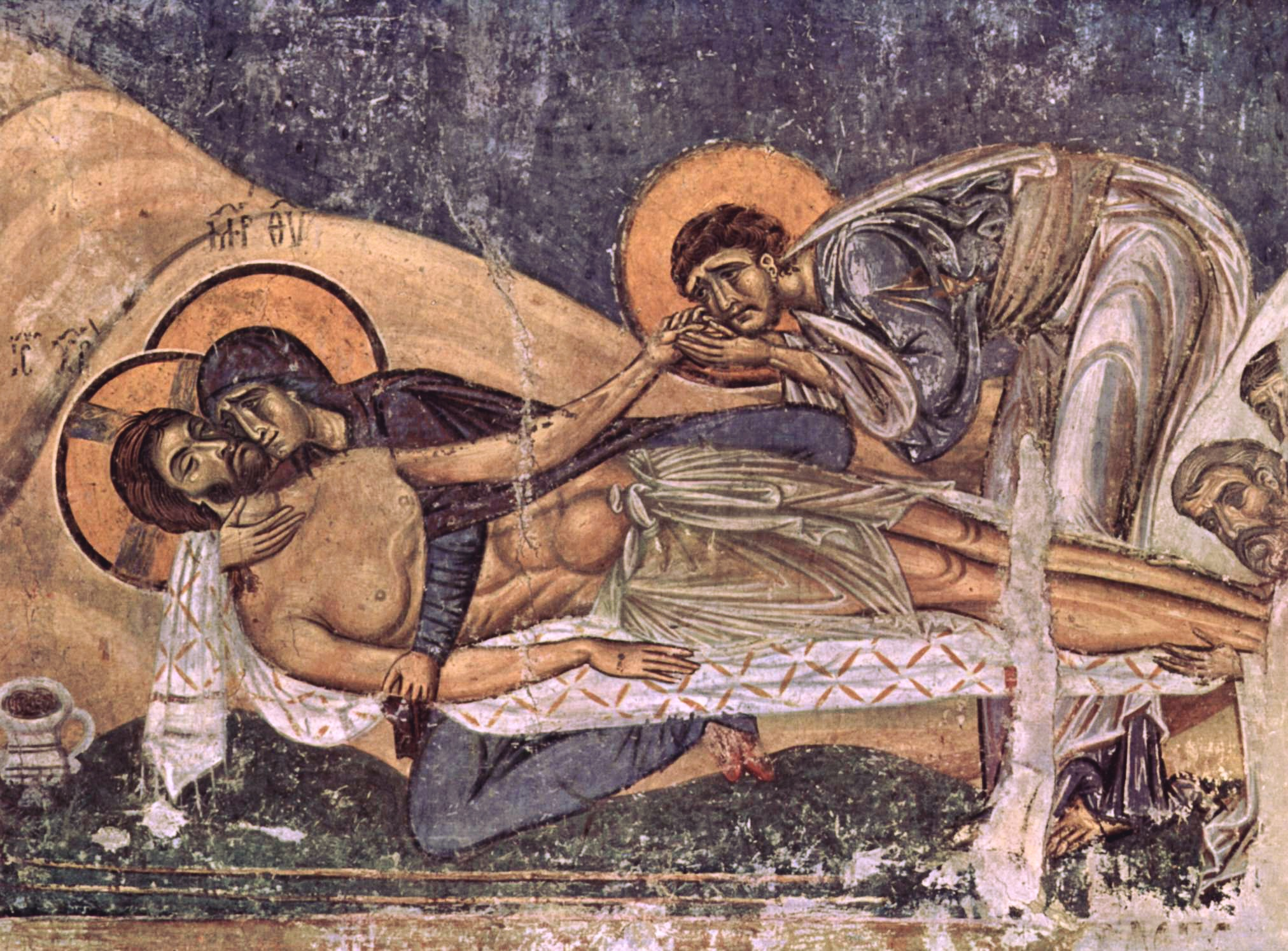
Els frescos de Nerezi, prop de Skopje (1164), amb la seva barreja única de tragèdia elevada, humanitat amable i realisme casolà, anticipen l'enfocament de Giotto i altres artistes italians protorenaixentistes.

L'art romà d'Orient es va originar i va evolucionar a partir de la cultura grega cristianitzada de l'Imperi Romà d'Orient; el contingut tant del cristianisme com de la mitologia grega clàssica s'expressava artísticament a través de modes d'estil i iconografia hel·lenístics. L'art de l'imperi mai va perdre de vista la seva herència clàssica; la capital romana d'Orient, Constantinoble, estava adornada amb un gran nombre d'escultures clàssiques, tot i que finalment es van convertir en objecte de certa perplexitat per als seus habitants. Tanmateix, els espectadors romans d'Orient no van mostrar signes de perplexitat envers altres formes de mitjans clàssics com ara les pintures murals. La base de l'art romà d'Orient és una actitud artística fonamental dels romans d'Orient que, com els seus antics predecessors grecs, «no es van conformar mai amb un simple joc de formes, sinó que estimulats per un racionalisme innat, van dotar les formes de vida associant-les a un contingut significatiu». Tot i que l'art produït a l'Imperi Romà d'Orient va estar marcat per renaixements periòdics d'una estètica clàssica, va estar sobretot marcat pel desenvolupament d'una nova estètica definida pel seu destacat caràcter «abstracte» o antinaturalista. Si l'art clàssic es va marcar per l'intent de crear representacions que imitessin la realitat el més fidelment possible, l'art romà d'Orient sembla haver abandonat aquest intent en favor d'un enfocament més simbòlic.
La naturalesa i les causes d'aquesta transformació, que va tenir lloc en gran part durant l'antiguitat tardana, han estat objecte de debat acadèmic durant segles. Giorgio Vasari ho va atribuir a una disminució de les habilitats i els estàndards artístics, que al seu torn havien estat recuperats pels seus contemporanis al Renaixement italià. Tot i que aquest punt de vista ha estat posat de manifest ocasionalment, sobretot per Bernard Berenson, els estudiosos moderns tendeixen a tenir una visió més positiva de l'estètica romana d'Orient. Alois Riegl i Josef Strzygowski, que van escriure a principis del segle xx, van ser sobretot responsables de la revaloració de l'art de l'antiguitat tardana. Riegl ho va veure com un desenvolupament natural de les tendències preexistents en l'art romà, mentre que Strzygowski ho va veure com un producte d'influències «orientals». Entre les contribucions recents més destacades al debat hi ha les d'Ernst Kitzinger, que va traçar una «dialèctica» entre les tendències «abstractes» i «hel·lenístiques» a l'antiguitat tardana, i les de John Onians, que va veure un «augment de la resposta visual» a l'antiguitat tardana, a través del qual un espectador «podia mirar alguna cosa que, en termes del segle xx, era purament abstracta i trobar-la representativa».
En qualsevol cas, el debat és purament modern: és clar que la majoria dels espectadors romans d'Orient no consideraven el seu art abstracte ni antinaturalista. Com ha observat Cyril Mango, «la nostra pròpia apreciació de l'art bizantí prové en gran part del fet que aquest art no és naturalista; tanmateix, els mateixos romans d'Orient, a jutjar per les seves declaracions existents, el consideraven altament naturalista i directament en la tradició de Fídies, Apel·les i Zeuxis».
La temàtica de l'art romà d'Orient monumental era principalment religiosa i imperial: els dos temes sovint es combinen, com en els retrats dels emperadors romans d'Orient posteriors que decoraven l'interior de l'església de Santa Sofia del segle VI a Constantinoble. Aquestes preocupacions són en part el resultat de la naturalesa piadosa i autocràtica de la societat romana d'Orient, i en part el resultat de la seva estructura econòmica: la riquesa de l'imperi es concentrava en mans de l'església i l'oficina imperial, que tenien l'oportunitat més gran de dur a terme encàrrecs artístics monumentals.
L'art religiós, però, no es limitava a la decoració monumental dels interiors de les esglésies. Un dels gèneres més importants de l'art romà d'Orient era la icona, una imatge de Crist, la Verge o un sant, utilitzada com a objecte de veneració tant a les esglésies ortodoxes com a les cases particulars. Les icones eren de naturalesa més religiosa que estètica: sobretot després del final de la iconoclàstia, s'entenia que manifestaven la «presència» única de la figura representada mitjançant una «semblança» amb aquesta figura mantinguda a través de cànons de representació acuradament mantinguts.
Els manuscrits il·luminats romans d'Orient van ser un altre gènere important de l'art romà d'Orient. Els textos més il·lustrats eren religiosos, tant les escriptures en si (especialment els Salms) com els textos devocionals o teològics (com ara l' Escala de la Divina Ascensió de Joan Clímac o les homilies de Gregori de Nazianz). També es van il·luminar textos seculars: exemples importants inclouen el Romanç d'Alexandre i la història de Joan Escilítzes.
Els romans d'Orient van heretar la desconfiança dels primers cristians envers l'escultura monumental en l'art religiós, i només van produir relleus, dels quals molt poques supervivents són de mida natural, en fort contrast amb l'art medieval d'Occident, on l'escultura monumental va reviscolar a partir de l'art carolingi. Els petits ivoris també eren majoritàriament en relleu.
Les arts dites «menors» van ser molt importants en l'art romà d'Orient i els articles de luxe, incloent-hi els ivoris tallats en relleu com a presentació formal. Díptics o cofres consulars com el cofre de Veroli, talles de pedra dura, esmalts, vidre, joies, treballs en metall i sedes figurades es van produir en grans quantitats durant tota l'època romana d'Orient, molts dels quals van continuar i adaptar la pràctica artística romana tardana, tot i que la producció de seda romana d'Orient només va començar després que s'importaven cucs de seda de la Xina a finals del segle VI. Molts d'aquests eren de naturalesa religiosa, tot i que es va produir un gran nombre d'objectes amb decoració secular o no representativa: per exemple, ivoris que representaven temes de la mitologia clàssica. La ceràmica romana d'Orient era relativament rudimentària, ja que la terrissa mai s'utilitzava a les taules dels rics, que menjaven en plata romana d'Orient.

## Llegat

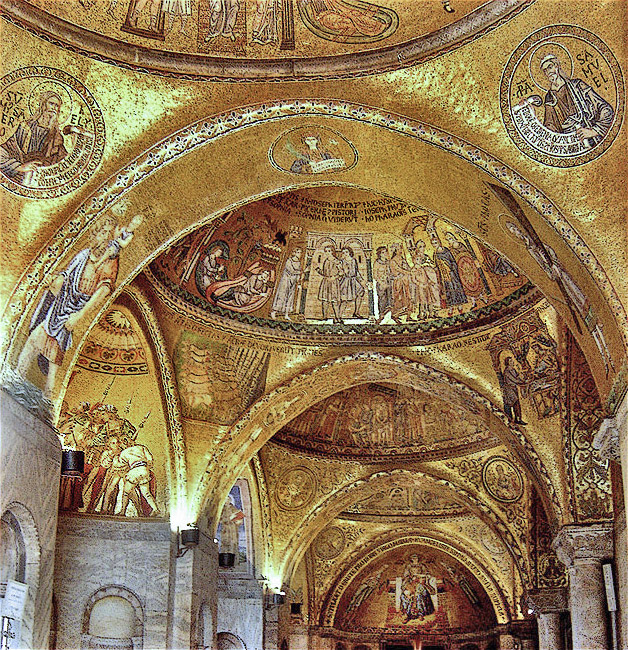
La Basílica de Sant Marc a Venècia, on els mosaïcistes romans d'Orient importats van ser succeïts per italians.

L'Imperi Romà d'Orient és la fase medieval de l'Imperi Romà, i la seva cultura única va influir fortament en l'Europa Occidental durant l'Edat Mitjana i el Renaixement. L'art romà d'Orient va ser una part essencial d'aquesta cultura i tenia certes característiques definidores, com ara patrons complexos, colors rics i temes religiosos que representaven figures importants del cristianisme.
La caiguda de Constantinoble el 1453 va ser un esdeveniment significatiu en la història de l'Imperi Romà d'Orient, i va tenir un profund impacte en el món de l'art. Molts artistes i intel·lectuals romans d'Orient van emigrar a Itàlia, on van tenir un paper vital en la configuració del Renaixement italià. La migració es va deure en part als vincles culturals i comercials de llarga durada entre l'Imperi Romà d'Orient i les ciutats estat italianes, com ara Venècia i Florència, així com al declivi de l'Imperi Romà d'Orient en els segles precedents.
La influència de l'art romà d'Orient en l'art italià va ser significativa, i els artistes romans d'Orient van portar les seves tècniques i coneixements a Itàlia, com ara l'ús del pa d'or i els mosaics. També van tenir un paper important en el desenvolupament de la perspectiva, que es va convertir en un element clau de l'art renaixentista .
L'esplendor de l'art romà d'Orient sempre va ser present als artistes i mecenes occidentals de principis de l'Edat Mitjana, i molts dels moviments més importants del període van ser intents conscients de produir art apte per estar al costat de l'art romà clàssic i l'art romà d'Orient contemporani. Aquest va ser especialment el cas de l'art carolingi imperial i l'art otonià. Els productes de luxe de l'Imperi eren molt valorats, i van arribar, per exemple, a l'enterrament reial anglosaxó de Sutton Hoo a Suffolk de la dècada del 620, que conté diverses peces de plata. La seda eren especialment valorada i se'n van distribuir grans quantitats com a regals diplomàtics des de Constantinoble. Hi ha registres d'artistes romans d'Orient que treballaven a Occident, especialment durant el període de la iconoclàstia, i algunes obres, com els frescos de Castelseprio i les miniatures dels Evangelis de la Coronació de Viena, semblen haver estat produïdes per aquestes figures.
En particular, els emperadors van enviar equips d'artistes de mosaics com a gestos diplomàtics a Itàlia, on sovint formaven els locals per continuar la seva obra en un estil fortament influenciat per l'imperi. Venècia i la Sicília normanda van ser centres particulars d'influència romana d'Orient. Les primeres pintures sobre taula que es conserven a Occident estaven en un estil fortament influenciat per les icones romanes d'Orient contemporànies, fins que un estil occidental distintiu va començar a desenvolupar-se a Itàlia al Trecento; la narrativa tradicional i encara influent de Vasari i altres té la història de la pintura occidental començant com una ruptura de Cimabue i després Giotto amb les cadenes de la tradició romana d'Orient. En general, la influència artística romana d'Orient a Europa estava en fort declivi al segle XIV, si no abans, malgrat la importància contínua dels erudits romans d'Orient migrats al Renaixement en altres àrees.
L'art islàmic va començar amb artistes i artesans formats principalment en estils romans d'Orient, i tot i que el contingut figuratiu es va reduir considerablement, els estils decoratius romans d'Orient van continuar tenint una gran influència en l'art islàmic, i els artistes romans d'Orient van continuar sent importats per a obres importants durant un temps, especialment per a mosaics.
L'era romana d'Orient, ben definida, va acabar amb la caiguda de Constantinoble a mans dels turcs otomans el 1453, però en aquell moment el patrimoni cultural romà d'Orient s'havia difós àmpliament, gràcies a la propagació del cristianisme ortodox, a Bulgària, Sèrbia, Romania i, el més important, a Rússia, que es va convertir en el centre del món ortodox després de la conquesta otomana dels Balcans. Fins i tot sota el domini otomà, les tradicions romanes d'Orient en la pintura d'icones i altres arts a petita escala van sobreviure, especialment a Creta i Rodes, governades per venecians, on un estil «postbizantí» sota la creixent influència occidental va sobreviure durant dos segles més, produint artistes com El Greco, la formació del qual va ser a l'Escola Cretenca, que va ser l'escola postbizantina més vigorosa, exportant un gran nombre d'icones a Europa. La disposició de l'Escola Cretenca a acceptar la influència occidental va ser atípica; a la major part del món postbizantí «com a instrument de cohesió ètnica, l'art es va tornar assertivament conservador durant la Turcocràcia» (període de domini otomà).
La pintura d'icones russa va començar adoptant i imitant completament l'art romà d'Orient, igual que l'art d'altres nacions ortodoxes, i ha romàs extremadament conservadora en iconografia, tot i que el seu estil pictòric ha desenvolupat característiques diferents, incloent-hi influències de l'art occidental post renaixentista. Totes les esglésies ortodoxes orientals han romàs molt protectores de les seves tradicions pel que fa a la forma i el contingut de les imatges i, per exemple, les representacions ortodoxes modernes de la Nativitat de Crist varien poc en contingut de les desenvolupades al segle VI.

## Bilbiografia
- Ainalov, D.V.. The Hellenistic Origins of Byzantine Art.  New Brunswick: Rutgers University Press, 1961.
- El Disco de Teodosio.  Madrid: Real Academia de la Historia, 2000. ISBN 9788489512603.
- Ash, John. A Byzantine Journey.  London: Random House Incorporated, 1995. ISBN 9780679409342.
- Auzépy, M.-F. «La destruction de l'icône du Christ de la Chalcé par Léon III: propagande ou réalité?». Byzantion, vol. 60, 1990, pàg. 445‒492.
- Barber, C. «The Koimesis Church, Nicaea: The Limits of Representation on the Eve of Iconoclasm». Jahrbuch der österreichischen Byzantinistik, vol. 41, 1991, pàg. 43‒60.
- Bardill, J. «The Church of Sts. Sergius and Bacchus in Constantinople and the Monophysite Refugees». Dumbarton Oaks Papers, vol. 54, 2000, pàg. 1‒11. DOI: 10.2307/1291830. JSTOR: 1291830.
- Bassett, Sarah. The Urban Image of Late Antique Constantinople.  Cambridge: Cambridge University Press, 2004. ISBN 9780521827232.
- Bauer, Franz Alto. Stadt, Platz und Denkmal in der Spätantike.  Magúncia: P. von Zabern, 1996. ISBN 9783805318426.
- Belting, Hans. Likeness and Presence: A History of the Image before the Era of Art.  Chicago: Chicago University Press, 1994. ISBN 9780226042152.
- Berenson, Bernard. The Arch of Constantine, or, the Decline of Form.  London: Chapman and Hall, 1954.
- Brendel, Otto J. Prolegomena to the Study of Roman Art.  New Haven: Yale University Press, 1979. ISBN 9780300022681.
- Brubaker, Leslie; Haldon, John. Byzantium in the Iconoclast Era (ca. 680-850): The Sources.  Birmingham: Ashgate, 2001.
- Brubaker, L. «Icons before iconoclasm?, Morfologie sociali e culturali in europa fra tarda antichita e alto medioevo». Settimane di Studio del Centro Italiano di Studi Sull' Alto Medioevo, vol. 45, 1998, pàg. 1215‒1254.
- Brubaker, L. «Elites and Patronage in Early Byzantium: The Evidence from Hagios Demetrios in Thessalonike». A: The Byzantine and Early Islamic Near East: Elites Old and New.  Princeton: Princeton University Press, 2004, p. 63‒90.
- Iconoclasm: Papers Given at the Ninth Spring Symposium of Byzantine Studies, University of Birmingham, March 1975.  Birmingham: Center for Byzantine Studies, 1977. ISBN 9780704402263.
- Cavallo, Guglielmo. Il codex purpureus rossanensis.  Rome: Graz, 1992.
- Creswell, Keppel A.C.. Early Muslim Architecture.  New York: Clarendon Press, 1969.
- Ćurčić, Slobodan. Some Observations and Questions Regarding Early Christian Architecture in Thessaloniki.  Thessaloniki: Υπουργείον Πολιτισμού: Εφορεία Βυζαντινών Αρχαιοτήτων Θεσσαλονίκης, 2000. ISBN 9789608674905.
- Cutler, A. «Barberiniana: Notes on the Making, Content, and Provenance of Louvre OA. 9063». Tesserae: Festschrift für Josef Engemann, Jahrbuch für Antike und Christentum, Ergänzungsband, vol. 18, 1993, pàg. 329‒339.
- Dark, K.; Özgümüş, F. «New Evidence for the Byzantine Church of the Holy Apostles from Fatih Camii, Istanbul». Oxford Journal of Archaeology, vol. 21, 4, 2002, pàg. 393‒413. DOI: 10.1111/1468-0092.00170.
- Deichmann, Friedrich Wilhelm. Ravenna: Hauptstadt des spätantiken Abendlandes.  Wiesbaden: Franz Steiner, 1969. ISBN 9783515020053.
- Delbrueck, R. Die Consulardiptychen und Verwandte Denkmäler.  Berlin: De Gruyter, 1929.
- Dodd, Erica Cruikshank. Byzantine Silver Stamps.  Washington: Dumbarton Oaks Research Library and Collection, Trustees for Harvard University, 1961.
- Elsner, J. «The Birth of Late Antiquity: Riegl and Strzygowski in 1901». Art History, vol. 25, 3, 2002, pàg. 358‒379. DOI: 10.1111/1467-8365.00326.
- Flood, Finbarr Barry. The Great Mosque of Damascus: Studies on the Making of an Umayyad Visual Culture.  Leiden: Brill, 2001.
- Forsyth, George H.; Weitzmann, Kurt. The Monastery of St. Catherine at Mount Sinai: The Church and Fortress of Justinian.  Ann Arbor: University of Michigan Press, 1973.
- Fowden, Garth «Constantine's Porphyry Column: The Earliest Literary Allusion». Journal of Roman Studies, vol. 81, 1991, pàg. 119‒131. DOI: 10.2307/300493. JSTOR: 300493.
- Grabar, André. L'iconoclasme byzantin: Le dossier archéologique. 2nd.  Paris: Flammarion, 1984. ISBN 9782080126030.
- Grabar, André. Les peintures de l'évangéliaire de Sinope (Bibliothèque nationale, Suppl. gr. 1286).  Paris: Bibliothèque nationale, 1948.
- Haldon, John. Byzantium in the Seventh Century: The Transformation of a Culture.  Cambridge: Cambridge University Press, 1997.
- Hanfmann, George Maxim Anossov. Classical Sculpture.  Greenwich, CT: New York Graphic Society, 1967.
- Henck, N. «Constantius ho Philoktistes?». Dumbarton Oaks Papers, vol. 55, 2001, pàg. 279‒304. DOI: 10.2307/1291822. JSTOR: 1291822.
- Kessler, Herbert L. «On the State of Medieval Art History». The Art Bulletin, vol. 70, 1988, pàg. 166–187. DOI: 10.1080/00043079.1988.10788561. JSTOR: 3051115.
- Kiilerich, Bente. The Obelisk Base in Constantinople.  Rome: G. Bretschneider, 1998.
- Kitzinger, Ernst. Byzantine Art in the Making: Main Lines of Stylistic Development in Mediterranean Art, 3rd‒7th Century.  Cambridge: Cambridge University Press, 1977. ISBN 978-0571111541.
- Krautheimer, R. Rome: Profile of a City.  Princeton: Princeton University Press, 2000. ISBN 9780691049618.
- Leader, R. «The David Plates Revisited: Transforming the Secular in Early Byzantium». Art Bulletin, vol. 82, 3, 2000, pàg. 407‒427. DOI: 10.2307/3051395. JSTOR: 3051395.
- Leroy, Jules. Les manuscrits syriaques à peintures conservés dans les bibliothèques d'Europe et d'Orient; contribution à l'étude de l'iconographie des Églises de langue syriaque.  Paris: Librairie orientaliste P. Geuthner, 1964.
- Levin, I. The Quedlinburg Itala: The Oldest Illustrated Biblical Manuscript.  Leiden: E.J. Brill, 1985. ISBN 9789004070936.
- The Cambridge Companion to the Age of Justinian.  Cambridge: Cambridge University Press, 2005. ISBN 9781139826877.
- Mainstone, Rowland J. Hagia Sophia: Architecture, Structure, and Liturgy of Justinian's Great Church.  New York: Thames and Hudson, 1997. ISBN 9780500279458.
- Mango, Cyril «Antique Statuary and the Byzantine Beholder». Dumbarton Oaks Papers, vol. 17, 1963, pàg. 53‒75. DOI: 10.2307/1291190. JSTOR: 1291190.
- Mathews, Thomas F. The Early Churches of Constantinople: Architecture and Liturgy.  University Park: Pennsylvania State University Press, 1971. ISBN 9780271001081.
- Mathews, Thomas F. «The Palace Church of Sts. Sergius and Bacchus in Constantinople». A: Archaeology in Architecture: Studies in Honor of Cecil L. Striker.  Mainz: von Zabern, 2005. ISBN 9783805334921.
- Matthiae, Guglielmo. Pittura romana del medioevo.  Rome: Fratelli Palombi, 1987. ISBN 9788876212345.
- Mazal, Otto. Der Wiener Dioskurides: Codex medicus Graecus 1 der Österreichischen Nationalbibliothek.  Graz: Akademische Druck u. Verlagsanstalt, 1998. ISBN 9783201016995.
- Michelis, Panayotis A. An Aesthetic Approach to Byzantine Art.  Athens: Pyrsoú, 1946.
- Nordenfalk, Carl. Die spätantiken Kanontafeln.  Göteborg: O. Isacsons boktryckeri a.-b., 1938.
- Onians, J. «Abstraction and Imagination in Late Antiquity». Art History, vol. 3, 1980, pàg. 1‒23. DOI: 10.1111/j.1467-8365.1980.tb00061.x.
- Peschlow, Urs. Die Irenenkirche in Istanbul.  Tübingen: E. Wasmuth, 1977. ISBN 9783803017178.
- Runciman, Steven. A History of the Crusades: The Kingdom of Acre and the Later Crusades.  Cambridge: Cambridge University Press, 1987. ISBN 978-0521347723.
- Spieser, J.-M.. Thessalonique et ses monuments du IVe au VIe siècle.  Athens: Ecole française d'Athènes, 1984.
- Stein, D. Der Beginn des byzantinischen Bilderstreites und seine Entwicklung bis in die 40er Jahre des 8. Jahrhunderts.  Munich: Institut für Byzantinistik und Neugriechische Philologie der Universität, 1980.
- Stylianou, Andreas; Stylianou, Judith A. The Painted Churches of Cyprus: Treasures of Byzantine Art.  London: Trigraph for the A.G. Leventis Foundation, 1985.
- Theocharidou, K. The Architecture of Hagia Sophia, Thessaloniki, from its Erection up to the Turkish Conquest.  Oxford: Oxford University Press, 1988.
- Thiel, Andreas. Die Johanneskirche in Ephesos.  Wiesbaden: Isd, 2005. ISBN 9783895003547.
- Volbach, Wolfgang Fritz. Elfenbeinarbeiten der Spätantike und des frühen Mittelalters.  Mainz: von Zabern, 1976. ISBN 9783805302807.
- Weitzmann, Kurt. Classical Heritage in Byzantine and Near Eastern Art.  London: Variorum Reprints, 1981.
- Weitzmann, Kurt. Greek Mythology in Byzantine Art.  Princeton: Princeton University Press, 1984. ISBN 9780860780878.
- Wellesz, Emmy. The Vienna Genesis.  London: T. Yoseloff, 1960.
- Wright, D. H. «The Date of the Vatican Illuminated Handy Tables of Ptolemy and of its Early Additions». Byzantinische Zeitschrift, vol. 78, 2, 1985, pàg. 355‒362. DOI: 10.1515/byzs.1985.78.2.355.
- Wright, D. «Justinian and an Archangel». Studien zur Spätantiken Kunst Friedrich Wilhelm Deichmann Gewidmet [Mainz], vol. III, 1986, pàg. 75‒79.
- Wright, David Herndon. The Roman Vergil and the Origins of Medieval Book Design.  Toronto: University of Toronto Press, 2001. ISBN 9780802048196.
- Wright, David Herndon. The Vatican Vergil: A Masterpiece of Late Antique Art.  Berkeley: University of California Press, 1993. ISBN 9780520072404.